# Mospnoepyga
De mospnoepyga (Pnoepyga pusilla)  is een zangvogel uit de familie Pnoepygidae. Het is een klein vogeltje met een korte staart dat voorkomt in het Oriëntaals gebied.

## Kenmerken
De vogel is 7,5 tot 9 cm lang en weegt 11 tot 15 g. Het vogeltje lijkt staartloos, is bruin van boven en op de borst heeft het verenkleed het patroon van visschubben. Het schubbenpatroon is minder duidelijk dan bij de schubborstpnoepyga. Naargelang de ondersoort verschillen de kleuren tussen bleek lichtbruin tot roodbruin.

## Verspreiding en leefgebied
Deze soort komt voor in zuidoostelijk Azië en telt zeven ondersoorten:
- P. p. pusilla (Midden en oosten van het Himalayagebied, Noordoost-India tot in Myanmar, Noord-Thailand,Zuid-China en het noorden van Indochina)
- P. p. annamensis (Zuid-Indochina)
- P. p. harterti (Het schiereiland Malakka)
- P. p. lepida (Sumatra)
- P. p. rufa (Java)
- P. p. everetti (Flores)
- P. p. timorensis (Timor)

Het leefgebied bestaat uit dichte ondergroei in rotsig terrein zoals met mos, varens en dicht struikgewas begroeide bergkloven en beekjes. De vogel broedt in montaan gebied tussen de 200 en 3050 m boven de zeespiegel. Daar waar ook de schubborstpnoepyga voorkomt heeft de mospnoepyga voorkeur voor de lagere regionen.

## Status
De grootte van de populatie is niet gekwantificeerd. De vogel is redelijk algemeen in Nepal en Bhutan, maar elders schaarser. De populatie-aantallen gaan achteruit. Echter, het tempo ligt onder de 30% in tien jaar (minder dan 3,5% per jaar). Om deze redenen staat de mospnoepyga als niet bedreigd op de Rode Lijst van de IUCN.